# Kolesterol
Kolesterol är en lipid, ett fettaktigt ämne, som är en viktig byggsten i de cellmembran som utgör varje cells yttre skal, och som även finns i organeller inuti varje cell. Rent kemiskt är kolesterol även en steroid och en alkohol. Namnet kommer från grekiskans chole som betyder galla och  stereos, fast; när man först identifierade ämnet var det i fast form i gallstenar. Det kemiska suffixet -ol står för att ämnet är en alkohol. 
Kolesterol transporteras i blodet hos alla djur. Kolesterol intas till viss del via maten, men den största mängden kolesterol syntetiseras i kroppen. Organ som innehåller stor mängd tätpackade membraner innehåller stora mängder kolesterol; hit hör levern och hjärnan. Även ryggmärgen innehåller en stor mängd kolesterol, liksom de stora blodkärlens väggar där dessa utvecklat aterosklerotiska plack. Kolesterol har stor betydelse för ett flertal viktiga biokemiska processer i kroppen, men förknippas mest med hjärt- och kärlsjukdomar, en sjukdomsbild som är höggradigt förknippad med höga halter av lipoproteiner i blodet och med mekanismerna för transport av kolesterol.

## Bakgrund
Kolesterol identifierades första gången 1769 i galla och gallstenar av fransmannen Poulletier de la Salle. Det var dock inte förrän 1815 som landsmannen Michel-Eugène Chevreul gav ämnet namnet "cholesterine" och först på 1830-talet upptäcktes att kolesterol även finns i blodet.

## Kemisk struktur

Kolesterolmolekylen med sina fyra kolväteringar (A–D) och samtliga kolatomer numrerade.

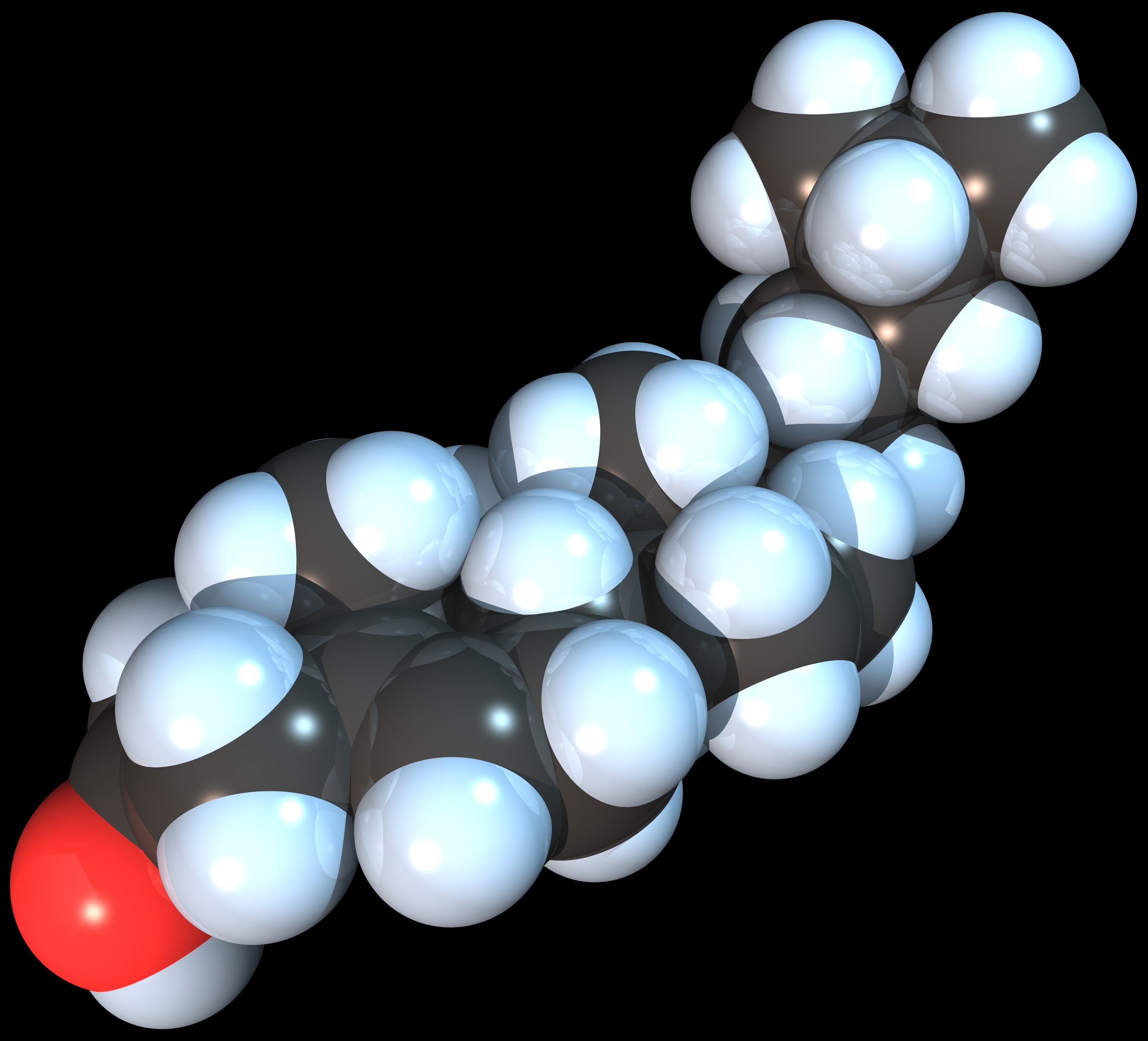
Tredimensionell struktur

Kolesterol består av fyra sammanbundna kolväteringar (A–D) samt en förgrenad kolvätekedja bunden till kol 17 på D-ringen. En hydroxylgrupp finns bunden till kol 3 på A-ringen och ring B har en dubbelbindning mellan kol 5 och 6.

## Fysiologi

### Funktion
Kolesterol är en essentiell komponent i alla biologiska membran, vilket inkluderar de cellmembran som avgränsar cellen mot omvärlden samt diverse membran inne i cellen. Membranets konsistens, dess viskositet, regleras genom mängden kolesterol, och kolesterolet som sådant gör membranet stabilt över ett större temperaturintervall. De fosfolipider som ingår i membranet vänder sina hydrofila fosfatgrupper utåt, och kolesterolets hydroxylgrupper interagerar med dessa. Själva steroiden och kolvätekedjorna ligger inbäddade inuti cellmembranet.
Kolesterol är det viktigaste utgångsmaterialet vid syntes av D-vitamin, av steroidhormoner såsom kortisol och aldosteron från binjurarna och vissa könshormoner såsom progesteron, östrogen och testosteron.

### Egenskaper och transport
Kolesterol är ett mycket hydrofobiskt ämne och har därmed en extremt låg löslighet i vatten, därför kan det inte färdas fritt i blodet. Istället transporteras det i blodbanan av lipoproteiner – proteinbaserade "resväskor" för fett med ett vattenlösligt yttre som bär kolesterol och andra fetter inuti. Lipoproteiner identifieras utefter vilka proteiner de bär på sin yta, och olika lipoproteiner transporterar kolesterol från olika destinationer till olika mål.
De största lipoproteinerna är de som transporterar fett från tarmarnas slemhinnor till levern, och kallas kylomikroner. Kylomikronerna transporterar framför allt triglycerider och kolesterol, både när kolesterol utvinns ur maten och när det utsöndras i gallan. Från levern släpps sedan LDL-partiklar, som bär triglycerider och kolesterol till kroppens celler. HDL däremot bär kolesterol från kroppens vävnader till levern, där det kan utsöndras. Både LDL och HDL kan delas in i underformer och storlekar.